# 方氏唇柱苣苔
方氏唇柱苣苔（学名：Chirita fangii），为苦苣苔科唇柱苣苔属下的一个植物种。